# Monopis jacobsi
Monopis jacobsi är en fjärilsart som beskrevs av László Anthony Gozmány. Monopis jacobsi ingår i släktet Monopis och familjen äkta malar. Inga underarter finns listade i Catalogue of Life.